# اس‌ام‌اس جی۳۸
اس‌ام‌اس جی۳۸ (به انگلیسی: SMS G38) یک کشتی بود که طول آن ۷۹٫۵ متر (۲۶۰ فوت ۱۰ اینچ) بود. این کشتی در سال ۱۹۱۴ ساخته شد.